# Thomas Foster (Politiker, 1852)

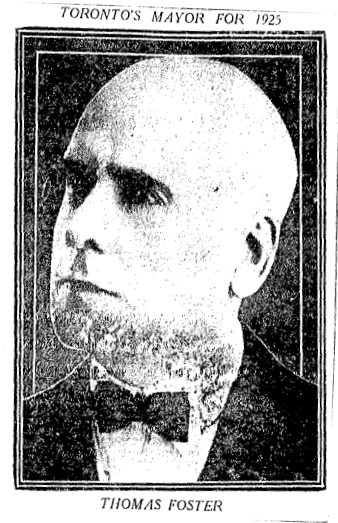
Thomas Foster

Thomas Foster (* 24. Juli 1852 in Lambton Mills, Ontario; † 10. Dezember 1945) war ein kanadischer Politiker und 41. Bürgermeister von Toronto.
Foster begann sein Berufsleben als Fleischereigehilfe in Toronto. Später machte er sich mit einer eigenen Metzgerei selbständig und kam damit zu Wohlstand. Seine politische Laufbahn begann 1891 mit der Wahl zum Stadtrat. Er wurde in den Jahren 1892 und 1894 wiedergewählt. 1895 verlor er die Wiederwahl; 1900 bis 1909 und 1912 bis 1917 war er wieder im Stadtrat. Bei der Unterhauswahl am 17. Dezember 1917 wurde er für die Unionistische Partei Kanadas, die 56,93 % der Stimmen erhielt, als Abgeordneter ins kanadische Unterhaus gewählt. Als er in der Partei keinen Rückhalt mehr hatte, kandidierte er 1921 erfolglos als unabhängiger Kandidat. Foster kehrte in die Stadtpolitik zurück und wurde 1925 zum 41. Bürgermeister gewählt. Das Amt bekleidete er bis Januar 1928. Durch seine bis dahin 25-jährige Tätigkeit im Stadtrat wurde er informell als „Honest Tom“ (ehrenwerter Tom) bezeichnet. Während seiner Amtszeit wirtschaftete er sparsam und sparte der Stadt ein Vermögen von zwei Millionen Dollar an.
Mit über 70 Jahren besuchte Foster Indien und war von dem Mausoleum Taj Mahal derart begeistert, dass er 1935/36 auf einem Hügel zwischen Leaskdale und Uxbridge ein Mausoleum in byzantinischem Stil errichten ließ. Das heute nach ihm benannte Thomas Foster Memorial beherbergt die Gräber seiner Frau, seiner Tochter und sein eigenes. Es wurde von den Architekten J.H. Craig und H.H. Madill errichtet. 
Foster war sozial sehr engagiert. Er spendete insgesamt über 500.000 Dollar für die Krebsforschung und organisierte auf seine Kosten ein jährlich bis heute stattfindendes Picknick für Kinder im Exhibition Park.